# Iporhogas flavistigma
Iporhogas flavistigma är en stekelart som beskrevs av Chen och He 1997. Iporhogas flavistigma ingår i släktet Iporhogas och familjen bracksteklar. Inga underarter finns listade i Catalogue of Life.